# Hadabat
Hadabat (arab. هضبات) – wieś w Syrii, w muhafazie Aleppo. W 2004 roku liczyła 387 mieszkańców.